# Saint-Pierre-de-l'Isle
Saint-Pierre-de-l'Isle, anteriormente Saint-Pierre-de-l'Île, es una población y comuna francesa, situada en la región de Poitou-Charentes, departamento de Charente Marítimo, en el distrito de Saint-Jean-d'Angély y cantón de Loulay.

## Demografía
| 440 | 350 | 277 | 311 | 293 | 262 |
| Para los censos de 1962 a 1999 la población legal corresponde a la población sin duplicidades (Fuente: INSEE [Consultar]) |     |     |     |     |     |